# Nati nel 1987/Agosto
| Questa pagina contiene informazioni ricavate automaticamente dalle voci biografiche con l'ausilio del template Bio e di un bot. L'aggiornamento è periodico e automatico e ricostruisce completamente la pagina. Se manca una persona in questa lista, sei pregato di non aggiungerla, ma accertati piuttosto che la sua voce biografica contenga il template Bio e che i dati anagrafici siano correttamente compilati. Se il template Bio manca, inseriscilo tu stesso o, in alternativa, metti l'avviso {{tmp\|Bio}} che ne segnala la mancanza. Se i dati riportati sono sbagliati, correggi direttamente la voce biografica; le modifiche saranno visibili in questa lista entro pochi giorni. Per chiarimenti vedi il progetto biografie. La lista contiene solo le 448 persone che sono citate nell'enciclopedia e per le quali è stato implementato correttamente il template Bio. Pagina aggiornata al 10 ago 2025. |

- 1º agosto - Iago Aspas, calciatore spagnolo
- 1º agosto - Ismael Benegas, calciatore paraguaiano
- 1º agosto - Karen Carney, ex calciatrice britannica
- 1º agosto - Bruno Coelho, giocatore di calcio a 5 portoghese
- 1º agosto - Márcia Dantas, giornalista e conduttrice televisiva brasiliana
- 1º agosto - Marcus Diniz, calciatore brasiliano
- 1º agosto - Leonel Duarte, ex calciatore cubano
- 1º agosto - Jakov Fak, biatleta croato
- 1º agosto - André Marques, ex calciatore portoghese
- 1º agosto - Cheikh Mbodj, cestista senegalese
- 1º agosto - Taapsee Pannu, attrice indiana
- 1º agosto - Sébastien Pocognoli, allenatore di calcio e ex calciatore belga
- 1º agosto - Rúben Tiago Rodrigues Ribeiro, calciatore portoghese
- 1º agosto - Marta Walczykiewicz, canoista polacca
- 2 agosto - José Pedro Alberto, calciatore angolano
- 2 agosto - Yura Movsisyan, ex calciatore armeno
- 2 agosto - Marija Rjemjen', velocista ucraina
- 2 agosto - Dalila Schiesaro, nuotatrice artistica italiana
- 2 agosto - Laura Tanguy, modella francese
- 2 agosto - Andrew Warren, ex cestista statunitense
- 2 agosto - Bankroll Fresh, rapper statunitense († 2016)
- 2 agosto - Xu Yunli, pallavolista cinese
- 3 agosto - Mohd Aidil Zafuan Abdul Radzak, calciatore malese
- 3 agosto - Cesare Benedetti, dirigente sportivo e ex ciclista su strada italiano
- 3 agosto - Matthew Berkeley, ex calciatore nevisiano
- 3 agosto - Igor Costrov, calciatore moldavo
- 3 agosto - Fitore Govori, calciatrice kosovara
- 3 agosto - Kim Hyung-jun, cantante e attore sudcoreano
- 3 agosto - Neil Magny, artista marziale misto statunitense
- 3 agosto - Gary Medel, calciatore cileno
- 3 agosto - Vincent Muratori, ex calciatore francese
- 3 agosto - Willis Plaza, calciatore trinidadiano
- 3 agosto - Fran Rico, allenatore di calcio e ex calciatore spagnolo
- 3 agosto - Barbara Riveros Diaz, triatleta cilena
- 3 agosto - A.J. Slaughter, cestista statunitense
- 3 agosto - Alexander Søderlund, calciatore norvegese
- 3 agosto - Indiana Sánchez, modella nicaraguense
- 3 agosto - Daniel Zamudio, cileno († 2012)
- 4 agosto - Caressa Cameron, modella statunitense
- 4 agosto - Zakaria El Hachimi, calciatore marocchino
- 4 agosto - Jang Keun-suk, attore e cantante sudcoreano
- 4 agosto - Karina Kay, ex attrice pornografica statunitense
- 4 agosto - Salim Kerkar, ex calciatore francese
- 4 agosto - Andrej Kirjuchin, hockeista su ghiaccio russo († 2011)
- 4 agosto - Jon Lilygreen, cantante gallese
- 4 agosto - Laudevis Marrero, pallavolista portoricana
- 4 agosto - Nicolas Oliveira, ex nuotatore brasiliano
- 4 agosto - Andrea Presti, culturista italiano
- 4 agosto - Chris Scott, giocatore di football americano statunitense
- 4 agosto - Marreese Speights, allenatore di pallacanestro e ex cestista statunitense
- 4 agosto - Jérôme Truyens, hockeista su prato belga
- 4 agosto - Sam Underwood, attore britannico
- 4 agosto - Nerijus Valskis, ex calciatore lituano
- 4 agosto - Philip Younghusband, ex calciatore filippino
- 5 agosto - Bachtijar Achmedov, lottatore russo
- 5 agosto - Michail Bakaev, calciatore russo
- 5 agosto - Benjamin Compaoré, triplista francese
- 5 agosto - Genelia D'Souza, attrice e modella indiana
- 5 agosto - Zamir Daudi, ex calciatore tedesco
- 5 agosto - Cassie Davis, cantautrice australiana
- 5 agosto - Helena Fromm, taekwondoka tedesca
- 5 agosto - William Kamkwamba, inventore e scrittore malawiano
- 5 agosto - Lexi Belle, ex attrice pornografica statunitense
- 5 agosto - Rocky Fielding, pugile britannico
- 5 agosto - Clifford Mulenga, calciatore zambiano
- 5 agosto - Kevin Ogletree, ex giocatore di football americano statunitense
- 5 agosto - Chris Sandiford, attore canadese
- 5 agosto - Haukur Páll Sigurðsson, calciatore islandese
- 5 agosto - Nilson António da Veiga de Barros, ex calciatore capoverdiano
- 6 agosto - Moataz Al-Musa, ex calciatore saudita
- 6 agosto - Francesco Caputo, ex calciatore italiano
- 6 agosto - Charley Chase, ex attrice pornografica statunitense
- 6 agosto - Leanne Crichton, calciatrice scozzese
- 6 agosto - Seda Erdoğan, ex cestista turca
- 6 agosto - Sarah Gregorius, calciatrice neozelandese
- 6 agosto - Ha Yeon-joo, attrice sudcoreana
- 6 agosto - Sjarhej Kisljak, ex calciatore bielorusso
- 6 agosto - Eva Kmeťová, cestista slovacca
- 6 agosto - Elisabetta Linguaglossa, ex cestista italiana
- 6 agosto - Bruce Miller, ex giocatore di football americano statunitense
- 6 agosto - Emmanuel Ragondet, pallavolista francese
- 6 agosto - Tosaint Ricketts, ex calciatore canadese
- 6 agosto - Rémy Riou, calciatore francese
- 6 agosto - Pietro Ruta, canottiere italiano
- 6 agosto - Joran van der Sloot, criminale olandese
- 6 agosto - Kateryna Tarasenko, canottiera ucraina
- 6 agosto - Jérôme Thiesson, allenatore di calcio e ex calciatore svizzero
- 7 agosto - Brigitte Ardossi, ex cestista australiana
- 7 agosto - Matthew Butturini, hockeista su prato australiano
- 7 agosto - Sidney Crosby, hockeista su ghiaccio canadese
- 7 agosto - Mustapha Dumbuya, ex calciatore sierraleonese
- 7 agosto - Adam Frączczak, calciatore polacco
- 7 agosto - Max Heinzer, schermidore svizzero
- 7 agosto - Felipe Lopes, ex calciatore brasiliano
- 7 agosto - Josemar Tiago Machaísse, calciatore mozambicano
- 7 agosto - Mai Thi Nguyen-Kim, chimica, divulgatrice scientifica e conduttrice televisiva tedesca
- 7 agosto - Kirk Nieuwenhuis, ex giocatore di baseball statunitense
- 7 agosto - Jérémie Pignard, arbitro di calcio francese
- 7 agosto - Alex Stepheson, ex cestista statunitense
- 7 agosto - Gert van Walle, pallavolista belga
- 8 agosto - Darkhan Assadilov, karateka kazako
- 8 agosto - Pierre Boulanger, attore francese
- 8 agosto - Joe Gacy, wrestler statunitense
- 8 agosto - Mădălina Diana Ghenea, modella e attrice rumena
- 8 agosto - Reggie Holmes, ex cestista statunitense
- 8 agosto - Katie Leung, attrice scozzese
- 8 agosto - Tatjana Maria, tennista tedesca
- 8 agosto - Petter Menning, canoista svedese
- 8 agosto - Carlyle Mitchell, calciatore trinidadiano
- 8 agosto - Caleb Moore, sportivo statunitense († 2013)
- 8 agosto - María Pina, cestista spagnola
- 8 agosto - Jenn Proske, attrice canadese
- 8 agosto - Peter Stetina, ex ciclista su strada statunitense
- 8 agosto - Alessandro Vinci, ex calciatore italiano
- 9 agosto - Marek Niit, velocista estone
- 9 agosto - Eduard Prades, ciclista su strada spagnolo
- 10 agosto - Hameed Youssef, calciatore kuwaitiano
- 10 agosto - Jessica Baldachino, modella gibilterriana
- 10 agosto - Alan Cappelli Goetz, attore italiano
- 10 agosto - Gonzalo Castellani, calciatore argentino
- 10 agosto - Sylvano Comvalius, ex calciatore olandese
- 10 agosto - Uroš Delić, ex calciatore montenegrino
- 10 agosto - Georgas Freidgeimas, ex calciatore lituano
- 10 agosto - Martina Giovanetti, velocista italiana
- 10 agosto - Terrel Harris, ex cestista statunitense
- 10 agosto - Charley Koontz, attore statunitense
- 10 agosto - Chastity Lynn, ex attrice pornografica statunitense
- 10 agosto - Hassan Maatouk, calciatore libanese
- 10 agosto - Lelo Mbele, ex calciatore della Repubblica Democratica del Congo
- 10 agosto - Britany Miller, cestista statunitense
- 10 agosto - Kevin Ramírez, giocatore di calcio a 5 e ex calciatore spagnolo
- 10 agosto - Laurine van Riessen, pattinatrice di velocità su ghiaccio e pistard olandese
- 10 agosto - Marie Rosché, ex cestista senegalese
- 10 agosto - Andrew Setefano, calciatore samoano
- 10 agosto - Dunia Susi, ex calciatrice inglese
- 10 agosto - Anton Tsirin, calciatore kazako
- 10 agosto - Lorenzo Zanetti, pilota motociclistico italiano
- 10 agosto - Matthew den Dekker, ex giocatore di baseball statunitense
- 11 agosto - Shōta Aoi, cantante, attore e doppiatore giapponese
- 11 agosto - Grant Brits, nuotatore australiano
- 11 agosto - Silvia Carignano, hockeista su ghiaccio e ex hockeista in-line italiana
- 11 agosto - Ekaterina Chomjakova, giocatrice di beach volley russa
- 11 agosto - Tim Hug, ex combinatista nordico svizzero
- 11 agosto - Danny D, attore pornografico britannico
- 11 agosto - Andreas Lukse, calciatore austriaco
- 11 agosto - Fabio Mancini, modello italiano
- 11 agosto - Cyrille Maret, judoka francese
- 11 agosto - Dany N'Guessan, ex calciatore francese
- 11 agosto - Greysia Polii, giocatrice di badminton indonesiana
- 11 agosto - Hesham Salhe, calciatore palestinese
- 11 agosto - Lorenzo Smerilli, pallavolista italiano
- 11 agosto - Jessica Swarbrick, ex pallavolista statunitense
- 11 agosto - Văn Ngọc Tú, judoka vietnamita
- 11 agosto - Jemima West, attrice francese
- 11 agosto - Denis Zemčënok, pallavolista russo
- 12 agosto - Francesca Di Maggio, attrice italiana
- 12 agosto - André Hamann, modello tedesco
- 12 agosto - Ricky Harris, ex cestista statunitense
- 12 agosto - Anna Hertzman, cantante svedese
- 12 agosto - Yves Ilunga, ex calciatore della Repubblica Democratica del Congo
- 12 agosto - Chiara Martegiani, attrice italiana
- 12 agosto - Elijah Millsap, ex cestista statunitense
- 12 agosto - Natalia Navarro, modella colombiana
- 12 agosto - Francesca Pasinetti, ex ginnasta italiana
- 12 agosto - Walter Thurmond, ex giocatore di football americano statunitense
- 12 agosto - Carlos Véliz, pesista cubano
- 12 agosto - Theodōros Zaras, cestista greco
- 13 agosto - Abdullah Al-Zori, ex calciatore saudita
- 13 agosto - Yeliz Askan, pallavolista turca
- 13 agosto - Deborah Ayorinde, attrice britannica
- 13 agosto - Gloria Giudici, mezzofondista, maratoneta e fondista di corsa in montagna italiana
- 13 agosto - Kim Gwang-guk, pallavolista sudcoreano
- 13 agosto - Allie Long, calciatrice statunitense
- 13 agosto - Devin McCourty, ex giocatore di football americano statunitense
- 13 agosto - Park Jin-po, calciatore sudcoreano
- 13 agosto - João da Rocha Ribeiro, ex calciatore portoghese
- 13 agosto - Song Jin-hyung, ex calciatore sudcoreano
- 13 agosto - Carlo Vistoli, contraltista italiano
- 14 agosto - Sergej Bagrej, pallavolista russo
- 14 agosto - Jessica Barboza, modella venezuelana
- 14 agosto - Jean-Claude Chang Koei Chang, calciatore francese
- 14 agosto - Johnny Gargano, wrestler statunitense
- 14 agosto - Gregory Giovenali, giocatore di calcio a 5 australiano
- 14 agosto - Jacopo Guarnieri, ex ciclista su strada e ex pistard italiano
- 14 agosto - Sinem Kobal, attrice turca
- 14 agosto - Damiano Lenzi, scialpinista italiano
- 14 agosto - David Peralta, giocatore di baseball venezuelano
- 14 agosto - Matteo Rabottini, ciclista su strada italiano
- 14 agosto - Juan Surraco, ex calciatore uruguaiano
- 14 agosto - Tim Tebow, ex giocatore di football americano statunitense
- 15 agosto - Xətai Bağırov, giocatore di calcio a 5 azero
- 15 agosto - Ricardo Bueno, calciatore brasiliano
- 15 agosto - Daniel Ericsson, ex sciatore alpino svedese
- 15 agosto - Vladimir Gal'čenko, giocoliere russo
- 15 agosto - Deolinda Gimo, ex cestista mozambicana
- 15 agosto - Rudina Hajdari, politica albanese
- 15 agosto - Dīmītrīs Karadolamīs, cestista greco
- 15 agosto - Michel Kreder, ex ciclista su strada e pistard olandese
- 15 agosto - Fellipe Mello, giocatore di calcio a 5 brasiliano
- 15 agosto - Manōlīs Papasterianos, calciatore greco
- 15 agosto - Marija Pevčich, giornalista, editorialista e politica russa
- 15 agosto - C.J. Spiller, ex giocatore di football americano statunitense
- 15 agosto - Mikkel Vendelbo, ex calciatore danese
- 15 agosto - Petar Vukčević, ex calciatore montenegrino
- 16 agosto - Heiðar Júlíusson, allenatore di calcio e ex calciatore islandese
- 16 agosto - Eri Kitamura, doppiatrice e cantante giapponese
- 16 agosto - Denys Olijnyk, ex calciatore ucraino
- 16 agosto - Okieriete Onaodowan, attore e cantante statunitense
- 16 agosto - Conor Powell, calciatore irlandese
- 16 agosto - Carey Price, hockeista su ghiaccio canadese
- 16 agosto - Katelin Snyder, canottiera statunitense
- 16 agosto - Tian Pengfei, giocatore di snooker cinese
- 16 agosto - Zoran Vrkić, cestista croato
- 16 agosto - Kenan Özer, calciatore turco
- 17 agosto - Amir Azrafshan, allenatore di calcio e ex calciatore svedese
- 17 agosto - Robin Grossmann, hockeista su ghiaccio svizzero
- 17 agosto - Ronan Gustin, schermidore francese
- 17 agosto - Marco Menchini, copilota di rally svizzero
- 17 agosto - Charlotte Kemp Muhl, modella e cantante statunitense
- 17 agosto - Ron Parker, ex giocatore di football americano statunitense
- 17 agosto - Ri Kwang-hyok, calciatore nordcoreano
- 17 agosto - Artus, comico e attore francese
- 17 agosto - Marc Wilson, ex calciatore irlandese
- 18 agosto - Mika Boorem, attrice e regista statunitense
- 18 agosto - Mathias Christen, calciatore liechtensteinese
- 18 agosto - Hanna Dzerkal', nuotatrice ucraina
- 18 agosto - Tomáš Fryšták, calciatore ceco
- 18 agosto - Alex Henery, giocatore di football americano statunitense
- 18 agosto - Martin Järveoja, copilota di rally e ex judoka estone
- 18 agosto - Joanna Jędrzejczyk, ex artista marziale mista e thaiboxer polacca
- 18 agosto - Artur Marciniak, ex calciatore polacco
- 18 agosto - Benaminio Mateinaaqara, calciatore figiano
- 18 agosto - Tyler McGill, ex nuotatore statunitense
- 18 agosto - Valerija Musina, ex cestista russa
- 18 agosto - Mari Plácido, ex cestista portoricana
- 18 agosto - Toby Price, pilota motociclistico australiano
- 18 agosto - Matías Sánchez, ex calciatore argentino
- 18 agosto - Igor Sijsling, tennista olandese
- 18 agosto - Tine Thing Helseth, trombettista norvegese
- 18 agosto - Siri Tollerod, modella norvegese
- 18 agosto - Yu Dan, tiratrice a segno cinese
- 18 agosto - Giulia Zanotelli, politica italiana
- 19 agosto - Dominique Archie, cestista statunitense
- 19 agosto - Sara Ballesteros, attrice spagnola
- 19 agosto - Ross Bekkering, ex cestista canadese
- 19 agosto - Patrick Chung, ex giocatore di football americano giamaicano
- 19 agosto - Alessio Crivellari, hockeista in-line italiano
- 19 agosto - Brandon Deaderick, giocatore di football americano statunitense
- 19 agosto - Kaj Hendriks, canottiere olandese
- 19 agosto - Nico Hülkenberg, pilota automobilistico tedesco
- 19 agosto - Manny Jacinto, attore filippino
- 19 agosto - Jaka Klobučar, cestista sloveno
- 19 agosto - Gabriel Lima, ex giocatore di calcio a 5 brasiliano
- 19 agosto - George Papadopoulos, opinionista e politologo statunitense
- 19 agosto - Jackson Rivera, pallavolista portoricano
- 19 agosto - Romero Frank, calciatore peruviano
- 19 agosto - Ermek Sakenov, pugile kirghiso
- 19 agosto - Abdulqader Hikmat Sarhan, taekwondoka qatariota
- 19 agosto - Vic So'oto, giocatore di football americano statunitense
- 19 agosto - Simone Sozza, arbitro di calcio italiano
- 19 agosto - Richard Stearman, ex calciatore inglese
- 19 agosto - Hiroe Suzuki, lottatrice giapponese
- 19 agosto - Jens van Son, ex calciatore olandese
- 20 agosto - Stefan Aigner, ex calciatore tedesco
- 20 agosto - Lucky Cannon, ex wrestler statunitense
- 20 agosto - Virginia De Martin Topranin, ex fondista italiana
- 20 agosto - Anton Aleksandrovič Demčenko, scacchista russo
- 20 agosto - Gunther, wrestler austriaco
- 20 agosto - Vedran Janjetović, ex calciatore croato
- 20 agosto - Leanid Karnienka, ex fondista bielorusso
- 20 agosto - Justyna Kasprzycka, altista polacca
- 20 agosto - Egon Kaur, pilota di rally estone
- 20 agosto - Christine Merrill, ex ostacolista singalese
- 20 agosto - Kristína Peláková, cantante slovacca
- 20 agosto - Cătălina Ponor, ex ginnasta rumena
- 20 agosto - Alexandra Roach, attrice britannica
- 20 agosto - Simon Shnapir, pattinatore artistico su ghiaccio statunitense
- 20 agosto - Alsid Tafili, ex calciatore albanese
- 20 agosto - Tulus, cantante indonesiano
- 21 agosto - Yannick Anzuluni, cestista della Repubblica Democratica del Congo
- 21 agosto - DeWanna Bonner, cestista statunitense
- 21 agosto - Chiara Chiti, attrice e modella italiana
- 21 agosto - Kerser, rapper australiano
- 21 agosto - Cody Kasch, attore statunitense
- 21 agosto - Kim Ki-bum, attore e cantante sudcoreano
- 21 agosto - Blai Mallarach, pallanuotista spagnolo
- 21 agosto - J.D. Martinez, giocatore di baseball statunitense
- 21 agosto - Anderson Martins, ex calciatore brasiliano
- 21 agosto - Jodie Meeks, ex cestista e allenatore di pallacanestro statunitense
- 21 agosto - Megan Montaner, attrice e modella spagnola
- 21 agosto - Isaías Peralta, calciatore cileno
- 21 agosto - Bruno Pinheiro, calciatore portoghese
- 21 agosto - Charity Sanoy, doppiatrice e cantante statunitense
- 21 agosto - Jana Vinochodova, bobbista russa
- 21 agosto - Lee Wallace, ex calciatore scozzese
- 21 agosto - Kura, disc jockey e produttore discografico portoghese
- 21 agosto - Anton Šipulin, ex biatleta russo
- 22 agosto - Nikola Aistrup, ex ciclista su strada e ex pistard danese
- 22 agosto - Micheal Azira, ex calciatore e allenatore di calcio ugandese
- 22 agosto - Melissa Anna Bartolini, attrice italiana
- 22 agosto - Gianluca Brambilla, ciclista su strada italiano
- 22 agosto - Apollo Crews, wrestler statunitense
- 22 agosto - Mohammad Mousavi, pallavolista iraniano
- 22 agosto - Tomohiko Murayama, calciatore giapponese
- 22 agosto - Lauren Paolini, ex pallavolista statunitense
- 22 agosto - Ruslans Sadikovs, karateka lettone
- 22 agosto - Josip Tadić, calciatore croato
- 22 agosto - Jaycen Taylor, giocatore di football americano e allenatore di football americano statunitense
- 22 agosto - Richie Williams, cestista statunitense
- 22 agosto - Miša Zverev, ex tennista tedesco
- 23 agosto - Murielle Ahouré-Demps, velocista ivoriana
- 23 agosto - Benja, calciatore spagnolo
- 23 agosto - Sebastiaan Bowier, ciclista olandese
- 23 agosto - Thomas Briels, hockeista su prato belga
- 23 agosto - Javier Castillo, scrittore spagnolo
- 23 agosto - Darren Collison, ex cestista statunitense
- 23 agosto - Rafael Costa, calciatore brasiliano
- 23 agosto - Edwin Cubillo, giocatore di calcio a 5 costaricano
- 23 agosto - Ermal Fejzullahu, cantante kosovaro
- 23 agosto - Carlos Fonseca, calciatore portoghese
- 23 agosto - Mădălina Gojnea, tennista rumena
- 23 agosto - Shamela Hampton, ex cestista statunitense
- 23 agosto - Juan Pablo Miño, calciatore argentino
- 23 agosto - Josip Projić, ex calciatore serbo
- 23 agosto - Cai Yi Zhen, attrice taiwanese
- 23 agosto - Zhang Lu, calciatore cinese
- 24 agosto - Ahmed Adam, ex nuotatore sudanese
- 24 agosto - Éric Bauthéac, ex calciatore francese
- 24 agosto - Federico Boschi, pallavolista italiano
- 24 agosto - Fritz Dopfer, ex sciatore alpino austriaco
- 24 agosto - Jonathan Duhamel, giocatore di poker canadese
- 24 agosto - Niccolò Ferrari, canoista italiano
- 24 agosto - Daniel Giasson, ex giocatore di calcio a 5 brasiliano
- 24 agosto - Gong Maoxin, tennista cinese
- 24 agosto - Ren Hayakawa, arciera giapponese
- 24 agosto - Oleksandr Hladkyj, calciatore ucraino
- 24 agosto - Katalin Honti, ex cestista e allenatrice di pallacanestro ungherese
- 24 agosto - Himani Kapoor, cantante indiana
- 24 agosto - Anže Kopitar, hockeista su ghiaccio sloveno
- 24 agosto - David Moura, judoka brasiliano
- 24 agosto - Ryan O'Leary, ex calciatore scozzese
- 24 agosto - Dimităr Petkov, calciatore bulgaro
- 24 agosto - Beverly Ramos, mezzofondista, siepista e maratoneta portoricana
- 24 agosto - Ri Jun-il, calciatore nordcoreano
- 24 agosto - Jon Scheyer, ex cestista e allenatore di pallacanestro statunitense
- 24 agosto - Travis Walton, ex cestista e allenatore di pallacanestro statunitense
- 24 agosto - Masaki Yamamoto, ex calciatore giapponese
- 25 agosto - Mousa Abu Jazar, calciatore palestinese
- 25 agosto - Raffaele Bianco, dirigente sportivo e ex calciatore italiano
- 25 agosto - Blake Lively, attrice statunitense
- 25 agosto - Cristian Canuhé, calciatore argentino
- 25 agosto - Attila Decker, pallanuotista ungherese
- 25 agosto - Fakhruddin d'Egitto, principe egiziano
- 25 agosto - Katie Hill, politica statunitense
- 25 agosto - V"jačeslav Kravcov, cestista ucraino
- 25 agosto - Wesley Lautoa, ex calciatore francese
- 25 agosto - Liu Yifei, attrice, modella e cantante cinese
- 25 agosto - Amy Macdonald, cantautrice britannica
- 25 agosto - Marin Oršulić, allenatore di calcio e ex calciatore croato
- 25 agosto - Chloe Pirrie, attrice scozzese
- 25 agosto - Renny Quow, velocista trinidadiano
- 25 agosto - Tom Söderberg, ex calciatore svedese
- 25 agosto - Whitney Stevens, attrice pornografica panamense
- 25 agosto - Vladimir Štimac, cestista serbo
- 25 agosto - Luka Šulić, violoncellista sloveno
- 25 agosto - Benjamin Thomsen, ex sciatore alpino canadese
- 25 agosto - Justin Upton, giocatore di baseball statunitense
- 25 agosto - James Wesolowski, ex calciatore australiano
- 25 agosto - La Zarra, cantante canadese
- 26 agosto - Ana Antonijević, ex pallavolista serba
- 26 agosto - Ryan Brasier, giocatore di baseball statunitense
- 26 agosto - Maria Antonietta, cantautrice italiana
- 26 agosto - Fernando Cordero, calciatore cileno
- 26 agosto - Luka Drča, ex cestista serbo
- 26 agosto - Paolo Facchinelli, nuotatore italiano
- 26 agosto - Joel Grant, ex calciatore inglese
- 26 agosto - Lisa Hurtig, ex calciatrice svedese
- 26 agosto - Flavius Koczi, ginnasta romeno
- 26 agosto - Perttu Lindgren, ex hockeista su ghiaccio finlandese
- 26 agosto - Aljaksandr Martynovič, calciatore bielorusso
- 26 agosto - Georg Meier, scacchista tedesco
- 26 agosto - Irina Starych, ex biatleta russa
- 26 agosto - Riley Steele, attrice pornografica statunitense
- 26 agosto - Ksenija Suchinova, modella russa
- 26 agosto - Miklós Varga, pugile ungherese
- 27 agosto - Tiffany Boone, attrice statunitense
- 27 agosto - Laurențiu Buș, calciatore rumeno
- 27 agosto - Jonathan Glenn, calciatore trinidadiano
- 27 agosto - Jonas Holøs, hockeista su ghiaccio norvegese
- 27 agosto - Junpei Kusukami, ex calciatore giapponese
- 27 agosto - TJ Lanning, ex sciatore alpino statunitense
- 27 agosto - Darren McFadden, ex giocatore di football americano statunitense
- 27 agosto - Nyambe Mulenga, calciatore zambiano
- 27 agosto - Muhamed Pašalić, cestista bosniaco
- 27 agosto - Jim Sarbh, attore indiano
- 27 agosto - Jordi Torres, pilota motociclistico spagnolo
- 28 agosto - Seray Altay, pallavolista turca
- 28 agosto - Marija Čerepanova, cestista russa
- 28 agosto - Oliver Clay, ex cestista tedesco
- 28 agosto - Leonardo Genoni, hockeista su ghiaccio svizzero
- 28 agosto - Rouwen Hennings, ex calciatore tedesco
- 28 agosto - Daigo Nishi, calciatore giapponese
- 28 agosto - Park Joo-hee, attrice sudcoreana
- 28 agosto - Rydell Poepon, calciatore olandese
- 28 agosto - Paul Robinson, arrampicatore statunitense
- 28 agosto - Donovan Slijngard, ex calciatore olandese
- 29 agosto - Sjarhej Balanovič, calciatore bielorusso
- 29 agosto - Michal Baťka, cestista slovacco
- 29 agosto - Conor Chinn, ex calciatore statunitense
- 29 agosto - Francesca Romana D'Antuono, politica italiana
- 29 agosto - Tony Kane, calciatore nordirlandese
- 29 agosto - Kieran Kentish, ex calciatore anguillano
- 29 agosto - Rudy Mbemba, ex cestista svedese
- 29 agosto - Marko Podraščanin, pallavolista serbo
- 29 agosto - Nikola Rak, calciatore croato
- 29 agosto - Rodolfo Salinas, ex calciatore messicano
- 30 agosto - Mohammad Al-Dmeiri, ex calciatore giordano
- 30 agosto - Amelia Andersdotter, politica svedese
- 30 agosto - Augusto Pereira Loureiro, ex calciatore portoghese
- 30 agosto - Johanna Braddy, attrice statunitense
- 30 agosto - Adem Büyük, ex calciatore turco
- 30 agosto - Emmanuel Clottey, ex calciatore ghanese
- 30 agosto - Boy Deul, ex calciatore olandese
- 30 agosto - Jeremy Dodson, velocista statunitense
- 30 agosto - Cameron Finley, attore statunitense
- 30 agosto - Jenny Jonsson, biatleta svedese
- 30 agosto - Roy Krishna, calciatore e giocatore di calcio a 5 figiano
- 30 agosto - Richard Oruche, ex cestista statunitense
- 30 agosto - Giacomo Slemer, informatico italiano († 2012)
- 30 agosto - Nenad Tomović, calciatore serbo
- 30 agosto - Tuomo Turunen, ex calciatore finlandese
- 30 agosto - Xu Lijia, velista cinese
- 31 agosto - Roman Anoškin, canoista russo
- 31 agosto - Eric Botteghin, calciatore brasiliano
- 31 agosto - Mads Bødker, ex hockeista su ghiaccio danese
- 31 agosto - Pat Curran, artista marziale misto statunitense
- 31 agosto - Ekaterina D'jačenko, schermitrice russa
- 31 agosto - Ryan Duffy, ex calciatore britannico
- 31 agosto - Steve Johnson, giocatore di baseball statunitense
- 31 agosto - Morgan Kneisky, dirigente sportivo, ex pistard e ciclista su strada francese
- 31 agosto - Andreas Lie, ex calciatore norvegese
- 31 agosto - Oddbjørn Lie, ex calciatore norvegese
- 31 agosto - Andrea Martí, attrice messicana
- 31 agosto - Ondřej Pavelec, hockeista su ghiaccio ceco
- 31 agosto - Riza Santos, modella e personaggio televisivo canadese
- 31 agosto - Kidane Tadese, mezzofondista eritreo
- 31 agosto - Da'Shawn Thomas, ex giocatore di football americano statunitense
- 31 agosto - Marin Tomasov, calciatore croato